# 喬克皮爾瓦山 (孔多羅馬-奧庫維里)
15°16′21″S 70°58′31″W / 15.27250°S 70.97528°W
喬克皮爾瓦山（Chuqi Pirwa），是秘魯的山峰，位於該國南部庫斯科大區和普諾大區，由孔多羅馬區和奧庫維里區負責管轄，屬於安地斯山脈的一部分，海拔高度5,200米。